# John Chriss
John Chriss ist ein US-amerikanischer Schauspieler, Filmproduzent und Drehbuchautor.

## Leben
Nach seinem Fernsehdebüt 2006 in der Fernsehserie AlamoHeightsSA.com folgten Besetzungen in mehreren Kurzfilmen. Er hatte eine größere Rolle im Tierhorrorfilm Mega Alligators – The New Killing Species aus 2013. 2011 trat er mit drei Kurzfilmen erstmals als Filmproduzent in Erscheinung. 2015 wirkte er als Produzent und Drehbuchautor an dem Film Echoes of War mit.

## Filmografie

### Schauspiel
- 2006: AlamoHeightsSA.com (Fernsehserie)
- 2009: Grace (Kurzfilm)
- 2009: Curb Alert! (Kurzfilm)
- 2009: Boxing Will (Kurzfilm)
- 2010: A Gangland Love Story
- 2010: Sundays (Kurzfilm)
- 2011: A Relative Stranger (Kurzfilm)
- 2013: Mega Alligators – The New Killing Species (Ragin Cajun Redneck Gators)
- 2015: Lazer Team
- 2015: My All*American – Die Hoffnung stirbt nie (My All-American)
- 2017: For Now

### Produzent
- 2011: A Relative Stranger (Kurzfilm) (auch Drehbuch)
- 2011: Love, Older... Jack & Martha (Kurzfilm)
- 2011: In Loco Parentis (Kurzfilm)
- 2012: Love, Older... Hiroshi & Kiyoko (Kurzfilm)
- 2015: Echoes of War (auch Drehbuch)